# F1 22
F1 22 — гоночная видеоигра, разработанная компанией Codemasters и изданная EA Sports. Это тринадцатая часть серии F1 от Codemasters. Игра обладает официальной лицензией чемпионатов Формулы-1 и Формулы-2 2022 года. Игра была выпущена на платформы Windows, PlayStation 4, PlayStation 5, Xbox One и Xbox Series X/S 1 июля 2022 года. F1 впервые появляется на платформе Origin от EA и в Epic Games Store. В предыдущих частях серии Steam был единственной платформой, доступной для игроков на ПК. Игра получила в основном положительные отзывы критиков, при этом большая часть критики была направлена на отсутствие нововведений по сравнению с предыдущими играми и новый режим F1 Life.

## Игровой процесс
В связи с новым техническим регламентом чемпионата мира Формулы-1 2022 года в F1 22 представлены новые модели автомобилей с обновлённой физикой. В игре также обновлен список трасс, в том числе изменены схемы следующих трасс: Барселона-Каталунья для Гран-при Испании, Яс Марина для Гран-при Абу-Даби и Альберт-Парк для Гран-при Австралии, а также добавлен Международный автодром Майами для нового Гран-при Майами. Автодром Алгарве, где проводится Гран-при Португалии, а также Международный автодром Шанхая, где проводится Гран-при Китая, были добавлены в игру в обновлении.
В игру также включены спринтерские гонки Формулы-1. В F1 22 реализован адаптивный ИИ, который будет регулировать скорость автомобилей ИИ в зависимости от производительности игроков, чтобы обеспечить пользователям конкурентоспособность от гонки к гонке. В игре также появится настраиваемый режим под названием F1 Life, который позволит игрокам собирать суперкары, одежду и аксессуары. В игре также подтверждена поддержка виртуальной реальности для ПК через гарнитуры виртуальной реальности Oculus Rift или HTC Vive. В F1 22 также представлены иммерсивные варианты трансляций, созданные по образцу телевизионных трансляций Формулы-1, а также интерактивные пит-стопы.

## Разработка
F1 22 была представлена 21 апреля 2022 года, причём к работе над игрой вернулись и Codemasters, и EA Sports. Это официальная видеоигра чемпионатов Формулы-1 и Формулы-2 2022 года, наряду с F1 Manager 2022 от Frontier Developments. Игра вышла 1 июля 2022 года для платформ Windows, PlayStation 4, PlayStation 5, Xbox One и Xbox Series X/S, а также в магазинах Steam, Epic Games Store и Origin. Издание Champions Edition было выпущено тремя днями ранее, 28 июня 2022 года.

## Восприятие
F1 22 получил «в целом благоприятные» отзывы, согласно агрегатору рецензий Metacritic.
Eurogamer высоко оценил внедрение Codemasters элементов симуляции, таких как динамическая погода, и поддержал исключение граунд-эффекта, но назвал игру «слишком знакомой» и «слишком раздутой», написав, что «есть ощущение, что правила 2022 года создали столько же проблем, сколько и исправили, и что положительный эффект от нового регламента будет заметен лишь через несколько лет». GameSpot похвалил возросший уровень самостоятельности игрока, множество настроек помощи и достоверное воссоздание новой эры Формулы-1, но раскритиковал отсутствие итераций, полый режим F1 Life и включение микротранзакций. IGN понравилось включение формата спринтерских гонок Формулы-1, поддержка виртуальной реальности и омоложение застойных элементов франшизы, но не понравилась «пустота» режима F1 Life, заменившего режим Braking Point. Что касается монетизации, сайт написал: «Возможно, это печальная примета времени: если в предыдущих играх о Формуле-1 были представлены культовые автомобили из истории спорта, то в F1 22 представлен обширный набор … дизайнерских ковров, гостиных и ламп». PC Gamer похвалил включение обновлений реального рейтинга, спринтерские гонки, систему древа навыков, модели повреждений и богатство выбора игрока, но раскритиковал устаревшую графику, непоследовательный ИИ, консольное управление и скудное добавление суперкаров, отметив при этом, что «ежегодный релиз не чувствовал себя таким ненужным со времен F1 2014».
PCGamesN счел себя «притупленным к очарованию [F1 22]» и посетовал на «накопленную усталость от того, что мы уже столько раз проходили через этот опыт в предыдущих частях». Polygon заявил, что «F1 22 не является [трансформационной работой], но ей и не нужно было быть таковой — создание новых машин и органичный вызов научиться управлять ими на пределе были достаточной трансформацией». Push Square похвалил качественное управление, хорошую графику, режимы карьеры, новые суперкары и богатую кастомизацию, но при этом раскритиковала многочисленные ошибки, сбои и разрывы экрана, а также устаревший игровой движок и малосодержательный режим F1 Life. Shacknews похвалил обновлённые автодромы, новые трассы, переделанный звук, новые комментарии, поддержку VR, а также интеграцию новых правил и дизайна автомобилей, но ему не понравились «ужасные» ощущения от суперкаров и сложный ИИ. The Guardian поставила игре оценку 3/5 звезд и написала: «F1 22 технически потрясающа, и это, в сочетании с возможностью управлять машинами этого года на трассах этого года, должно сделать её неотразимой для поклонников Формулы-1. До тех пор, пока им удается игнорировать вопиющую F1 Life».
Игра заняла первое место в чартах продаж Соединенного Королевства.

### Комментарии
1. ↑  Издание Champions Edition было выпущено 28 июня 2022 года.